# Itonia lentisinua
Itonia lentisinua là một loài bướm đêm trong họ Noctuidae.